# Le Plessis-Hébert
Plessis-Hébert – miejscowość i gmina we Francji, w regionie Normandia, w departamencie Eure.
Według danych na rok 1990 gminę zamieszkiwało 318 osób, a gęstość zaludnienia wynosiła 27 osób/km² (wśród 1421 gmin Górnej Normandii Plessis-Hébert plasuje się na 596 miejscu pod względem liczby ludności, natomiast pod względem powierzchni na miejscu 254).